# 維克托 (愛達荷州)
維克托（英語：Victor）是一個位於美國愛達荷州提頓縣的城市。

## 地理
維克托的座標為43°36′11″N 111°06′44″W / 43.60306°N 111.11222°W，而該地的平均海拔高度為1894米（即6214英尺）。

## 人口
根據2010年美國人口普查的數據，維克托的面積為7.29平方千米，當中陸地面積為7.29平方千米，而水域面積為0.00平方千米。當地共有人口1928人，而人口密度為每平方千米264.47人。